# Давид Вартабедијан
Давид Вартабедијан (Београд, 23. мај 1968) српски је графичар, дизајнер и рок новинар, јерменско-српског порекла. Син је Миодрага Вартабедијана (такође био дизајнер) са којим, осим талента, дели и исти датум рођења, и Душанке Вартабедијан, која је магистар лингвистике. Живи у Београду.

## Биографија
Дипломирао је 1987. године у школи за Индустријско обликовање (одсек за графички дизајн) у Београду, а након тога уписао Факултет ликовних уметности у Београду, одсек графика, на коме је дипломирао 1992. године. Члан је УЛУПУДС.

## Изложбе
Учествовао је на осамнаест изложби ПОРОДИЦЕ ВАРТАБЕДИЈАН (отац Миодраг, мајка Душанка, и сестра Анамарија) од 1994. до краја 2005. године одржане у музејима, галеријама и центрима за културу широм Србије, Црне Горе, и Културном центру Фаринера дел Клот у Барселони, Шпанија.

### Самосталне изложбе
- 2012, 10. самостална изложба Зачуђујуће[2]

## Музика
У младости је свирао у хеви метал групи Скарлет, али група осим неколико наступа на ТВ и радио програмима и неколико концерата, никада није издала званично издање. Престала је да ради 1991. године.
Каријеру рок новинара је започео доста рано, 1988. године, тако што је са групом другова почео да издаје фанзин „Metal Rocks“. Фанзин је престао да излази после пет бројева, али је Давид почео да пише прво за Поп Рок који је издавала Политика, а онда за Хупер и Ћао. Писао је и за: Укус несташних, Време забаве, XZ, Hard Metal, Explosive, Бум, Политику, Треће око, а повремено пише и за Metal Hammer.
Године 1989. почиње да ради и као диск џокеј у клубу Академија, а од 1992. године као водитељ на радију Политика; затим ради и на станицама Радио Пингвин и Радио Индекс. Иза њега је око 1.500 радио емисија.
Радио је као менаџер за неколико домаћих рок група (нпр. за Гоблине), а бави се и организовањем концерата страних извођача у Србији.

## Стрип и дизајн
Од 1985. године. почиње активно да се бави графичким дизајном. Истовремено се бави и цртањем стрипова које објављује у омладинским часописима Нон, Младост, Наш Стрип и учествује у раду стрип друштва Београдски круг 2.
Дизајнирао је музички часопис Rocks, бројне плакате, омоте дискова и музичких касета, а од 1990. до 1993. године радио је као дизајнер плаката за Академију.
Ради као уредник и илустратор Хит стране у Политикином Забавнику.

## Награде
- 2013, Награда часописа Стриполис на конкурсу 11. Међународног салона стрипа СКЦ Београд, 2013.[4]
- 2014, Награда за најбољу илустрацију на 59. међународном сајму књига у Београду, за књигу Илустровани рокенрол водич.[3][5]

Био је председник жирија приликом доделе нагада на 58. Међународном сајму књига у Београду 2013. године.